# Shiki, Saitama
Shiki (志木市 Shiki-shi) là một thành phố thuộc tỉnh Saitama, Nhật Bản.